# Meister der Pietà Roettgen
Als Meister der Pietà Roettgen wird der mittelalterliche Bildschnitzer am Mittelrhein bezeichnet, der um 1360 eine Figur Marias mit dem Leichnam des vom Kreuz abgenommenen Christus geschaffen hat. Diese Form der Darstellung der Schmerzensmutter wird auch Pietà genannt. Die heute Pietà Roettgen genannte Holzplastik wurde 1912 aus der Kunstsammlung des Bonner Kaufmanns Carl Roettgen vom Rheinischen Landesmuseum in Bonn erworben und gab dem namentlich nicht bekannten Künstler seine Notnamen.  
Der Stil des Meisters der Pietà Roettgen ist ein frühes Beispiel dafür, wie die Bildhauer am Mittelrhein neue Impulse beispielsweise von der böhmischen Hofkunst erhielten und ein neues Schönheitsideal für die Gottesmutter entwickelten. Trotz der Darstellung von Leid schuf der Meister ein bewegendes Bild, das die Gesichtszüge der Mutter im Leid über das Kind fast überirdisch verklärt darstellt. In einer von Pest-Epidemien, Kriegen und Hungersnöten gezeichneten Zeit schuf er die Figur wohl als Andachtsbild, das den Betrachter zur tiefen Kontemplation im Glauben an eine andere Welt auffordern will.
Die Figur des Meisters der Pietà Roettgen wurde besonders in Zeit des Expressionismus in Deutschland oft besprochen und gilt noch heute als eines der bedeutenden und ausdrucksstärksten Werke des Mittelalters am Rhein. 